# British Gas
British Gas Services Ltd. – brytyjskie przedsiębiorstwo stanowiące część grupy Centrica, zajmujące się wytwarzaniem i sprzedażą gazu ziemnego oraz energii elektrycznej. Spółka posiada ponad 20 000 000 odbiorców w Anglii, Walii i Szkocji (gdzie działa jako Scottish Gas) co czyni ją największym przedsiębiorstwem energetycznym w kraju. Siedziba spółki mieści się w Windsorze.

## Historia
Początki spółki sięgają 1973 roku, gdy założone zostało państwowe przedsiębiorstwo gazownicze British Gas Corporation (sektor gazowniczy znajdował się w rękach państwa od 1948 roku). W 1986 roku rząd Margaret Thatcher dokonał prywatyzacji spółki, której nazwa zmieniła się na British Gas plc. W 1997 roku w wyniku reorganizacji przedsiębiorstwa dokonano jego podziału na Centrica plc (dawne oddziały sprzedaży i część produkcji) oraz BG plc (przesył, przechowywanie i część produkcji). Trzy lata później doszło do kolejnego podziału BG plc – na BG Group plc odpowiedzialne wyłącznie za produkcję gazu oraz Lattice Group zajmujące się przesyłem (Lattice Group wkrótce połączyła się z National Grid). Marka British Gas pozostała w użyciu przez spółkę Centrica.